# Jiro Horikoshi

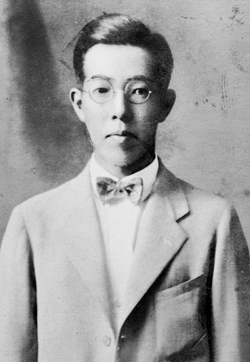
Jirō Horikoshi, vóór 1946

Jirō Horikoshi (Japans: 堀越 二郎, Horikoshi Jirō) (Fujioka, 22 juni 1903 – Tokio, 11 januari 1982) was een Japans vliegtuigontwerper. Hij is vooral bekend geworden door zijn ontwerp voor de Mitsubishi A6M Zero.
Horikoshi studeerde aan de Universiteit van Tokio waar hij in 1927 afstudeerde. Hierna werkte hij in Nagoya bij Mitsubishi Shipbuilding & Engineering Company dat vanaf 1934 Mitsubishi Heavy Industries zou heten. Hier droeg Horikoshi bij aan de ontwikkeling van jachtvliegtuigen. Hij was hoofdontwerper van de Mitsubishi A6M Zero waarvan er zo'n 10.400 exemplaren zijn gebouwd in de Tweede Wereldoorlog.
Na de Tweede Wereldoorlog werkte Horikoshi met Hidemasa Kimura aan het verkeerstoestel YS-11. Hij nam ontslag bij Mitsubishi, gaf diverse cursussen en was van 1963 tot 1965 lector bij het Instituut voor Lucht- en Ruimtevaart van de Universiteit van Tokio. Hierna was hij tot 1969 hoogleraar aan de Nationale Defensieacademie.
In 1973 kreeg hij de Orde van de Rijzende Zon, derde klasse.
Hij overleed op 78-jarige leeftijd in een ziekenhuis in Tokio.

## Trivia
- Horikoshi is onderwerp van de Japanse tekenfilm The Wind Rises (2013) van Hayao Miyazaki.

## Boek
- Horikoshi, Jiro Eagles of Mitsubishi: The Story of the Zero Fighter. University of Washington Press (1992) ISBN 978-0-295-97168-1